# David Wilmot (actor)
David Wilmot es un actor de cine, teatro y televisión irlandés. Es reconocido especialmente por interpretar al capitán Connor en la serie de televisión The Alienist en 2018 y por su extensa carrera en el teatro en su país natal y en Estados Unidos.

## Carrera
Los créditos teatrales de Wilmot incluyen Six Characters in Search of a Author en el Teatro Abbey de Dublín, As You Like It con la compañía de teatro Druid en Galway y Juno and The Paycock en el West End de Londres. Fue nominado para el Premio Tony en 2006 a la Mejor Interpretación de un Actor Principal en una Obra, para el Premio Drama League por Interpretación Distinguida y para el Premio Outer Critics Circle por Mejor Actor en una Obra. Ganó el Premio Lucille Lortel por Mejor Actor Principal y el Premio The Theater World por su trayectoria.
Los créditos cinematográficos de Wilmot incluyen películas como Michael Collins (1996), I Went Down (1997), The Devil's Own (1997), The Tale of Sweeney Todd (1998), Intermission (2003), Laws of Attraction (2004), King Arthur (2004), Six Shooter (2006), The Guard (2011) y Gold (2014).
Entre 2009 y 2010, Wilmot apareció en la tercera y cuarta temporada de la serie de Showtime The Tudors como el capitán rebelde Ralph Ellerker. Registró una aparición en el documental Saving the Titanic en el papel de Joseph Bell. Interpretó un papel de reparto en el drama de la BBC One Ripper Street, como el sargento de policía Donald Atherton, y encarnó al pirata Israel Hands en la cuarta temporada de la serie Black Sails. En 2018 integró el reparto de la serie The Alienist, interpretando al corrupto capitán de policía Connor.

## Filmografía

### Cine
- Michael Collins (1996)
- I Went Down (1997)
- The Devil's Own (1997)
- Laws of Attraction (2004)
- King Arthur (2004)
- Six Shooter, cortometraje (2004)
- Parked (2010)
- The Guard (2011)
- Shadow Dancer (2012)
- The Food Guide to Love (2013)
- Calvary (2014)
- Crazy Dirty Cops (2016)
- El prodigio (2022)

### Televisión
- The Clinic (2003-2004)
- Father & Son (2009)
- The Tudors (2009-2010)
- Ripper Street (2012-2016)
- Vikings (2013)
- Black Sails (2017)
- The Alienist (2018)